# Kanton Ardentes
Kanton Ardentes (francouzsky Canton d'Ardentes) je francouzský kanton v departementu Indre v regionu Centre-Val de Loire. Tvoří ho 12 obcí.

## Obce kantonu
- Ardentes
- Arthon
- Buxières-d'Aillac
- Diors
- Étrechet
- Jeu-les-Bois
- Luant
- Mâron
- La Pérouille
- Le Poinçonnet
- Sassierges-Saint-Germain
- Velles